# Juína
Juína är en kommun i Brasilien.   Den ligger i delstaten Mato Grosso, i den centrala delen av landet, 1 300 km väster om huvudstaden Brasília. Antalet invånare är 39 260.
I omgivningarna runt Juína växer i huvudsak städsegrön lövskog. Trakten runt Juína är nära nog obefolkad, med mindre än två invånare per kvadratkilometer.